# Sân bay Kaoma
Sân bay Kaoma (IATA: KMZ, ICAO: FLKO) là một sân bay ở Kaoma, Zambia.